# 貝塚駅 (樺太)
貝塚駅（かいづかえき）は、かつて樺太大泊郡千歳村に存在した鉄道省樺太東線の駅である。現在はロシア鉄道極東鉄道支社サハリン地域部のソロヴィヨフカ停留所（о.п. Соловьёвка）である。

## 歴史
- 1906年（明治39年）12月1日 - 軍需輸送を目的に600mm軌間の軍用軽便鉄道のコルサコフ駅（楠渓町駅） - ウラジミロフカ（豊原駅）間(43.3km)に開通により開業。当時の駅名はソロウイヨフカ。
- 1907年（明治40年）
  - 3月15日 - 樺太庁発足。軍用鉄道を樺太庁鉄道に移管。
  - 8月1日 - 楠渓町駅 - 豊原駅間で一般運輸営業開始。
- 1910年（明治43年）11月3日 - 1,067mm軌間に改軌。
- 1911年（明治44年）3月29日 - 貝塚駅に改称[1]。
- 1943年（昭和18年）4月1日 - 南樺太の内地化により、鉄道省（国有鉄道）に編入。
- 1945年（昭和20年）8月 - ソ連軍が南樺太へ侵攻、占領し、駅も含め全線がソ連軍に接収される。
- 1946年（昭和21年）
  - 2月1日 - 日本の国有鉄道の駅としては、書類上廃止。
  - 4月1日 - ソ連国鉄に編入。ロシア語駅名は「ソロヴィヨフカ」。

## 現在の駅構造
単式ホーム1面1線を有する停留場。駅員無配置で、駅舎は設けられておらず直接ホームに入る構造である。

## 運行状況

### 1944年当時[2]
- 下りは、落合駅と敷香駅行きが各2本、上敷香駅行き、白浦駅行きと豊原駅行きが各1本であった。上りは大泊駅行き6本と大泊港駅行きが1本であった。

### 現在
- ピャーチ・ウグロフ - ユジノサハリンスク間の近郊列車（Д2系気動車列車、コルサコフ方面1本・ユジノサハリンスク方面2本）が平日のみ停車する。

## 隣の駅

### 1945年当時
鉄道省樺太鉄道局
樺太東線
三ノ沢駅 - （南貝塚駅） - 貝塚駅 - 新場駅

### 現在
ロシア鉄道極東鉄道支社サハリン地域部
コルサコフ-ノグリキ線
エレクトリーチカ（各駅停車）
トゥレーチヤ・パーチ駅 - ソロヴィヨフカ停留所 - ダチノエ停留所
※朝に運行される6017列車はエレクトリーチカであるが、当停留所を通過する。